# Symphonies de Bohuslav Martinů
Les symphonies de Bohuslav Martinů sont un ensemble de six compositions pour orchestre entre 1942 et 1953. Ce cycle débute peu après son exil américain en 1941. Les cinq premières symphonies se suivent régulièrement entre 1942 et 1947, avec une partition par an. La dernière est séparée de près de cinq ans des précédentes.

## Symphonie n° 1
La Première Symphonie H 289 de Martinů fut commandée par le chef d'orchestre Serge Koussevitzky, qui la crée le 13 novembre 1942 avec l'Orchestre symphonique de Boston. Elle est créée en Europe à Prague en 1946, sous la direction de Charles Munch. Son exécution demande un peu moins de quarante minutes.
1. Moderato
2. Scherzo. Allegro
3. Largo
4. Allegro ma non troppo

## Symphonie n° 2
La Deuxième Symphonie H 295 est composée durant l'été 1943, elle est dédiée aux ouvriers tchèques de Cleveland, et créée par George Szell avec l’Orchestre de Cleveland le 26 octobre 1943. Elle est ensuite créée à Prague en février 1947 sous la direction de Rafael Kubelik. Son exécution demande un peu plus de vingt minutes.
1. Allegro moderato
2. Andante moderato
3. Poco allegro
4. Allegro

## Symphonie n° 3
La Troisième Symphonie H 299 est composée durant le printemps 1944. Elle est créée par Serge Koussevitzky avec l'Orchestre symphonique de Boston le 12 octobre 1945. Son exécution demande environ une demi-heure.
1. Allegro poco moderato
2. Largo
3. Allegro-Andante

## Symphonie n° 4
La Quatrième Symphonie H 305 date du printemps 1945, elle fut créée par l'Orchestre de Philadelphie dirigé par Eugene Ormandy le 30 novembre 1945. Son exécution demande environ une demi-heure.
1. Poco moderato
2. Scherzo. Allegro vivo
3. Largo
4. Poco Allegro

## Symphonie n° 5
La Cinquième Symphonie H 310 est une commande de l'Orchestre philharmonique tchèque et a été écrite durant le premier semestre 1946. Sa création a eu lieu par le dédicataire à Prague, sous la direction de Rafael Kubelik le 28 mai 1947. Son exécution demande environ une demi-heure.
1. Adagio-Allegro-Adagio-Allegro
2. Larghetto
3. Lento-Allegro-Poco Andante-Allegro

## Fantaisies symphoniques (Symphonie n° 6)
La Sixième Symphonie H 343 de Martinů est finalement intitulée par son auteur "Fantaisies symphoniques". Il la compose entre 1951 et 1953, et la dédie à Charles Munch. Ce dernier la crée le 5 janvier 1955 avec l'Orchestre symphonique de Boston. Son exécution demande environ une demi-heure.
1. Lento-Allegro
2. Poco allegro
3. Lento

## Discographie
- Intégrale par l'Orchestre philharmonique tchèque dirigé par Václav Neumann en 1977 (Supraphon).
- intégrale par l'Orchestre symphonique de Bamberg dirigé par Neeme Järvi en 1988 (Bis).
- Intégrale par l'Orchestre national royal d'Écosse dirigé par Bryden Thomsonen 1991 (Chandos).
- Intégrale par l'Orchestre symphonique national d'Ukraine dirigé par Arthur Fagen en 1995 (Naxos).
- Intégrale par l'Orchestre symphonique de la radio de Prague dirigé par Vladimír Válek, 2008 (Supraphon).
- Intégrale par l'Orchestre symphonique de la BBC dirigé par Jiří Bělohlávek, 2009 (Onyx).
- Intégrale par l'Orchestre symphonique de la radio de Vienne dirigé par Cornelius Meister, 2017 (Capriccio)